# Willy Bauer
Willy Bauer   (17 de novembre de 1947), sovint escrit Willi Bauer, és un antic pilot de motocròs alemany. A mitjan dècada del 1970 fou un dels màxims aspirants al títol mundial, tant en 250 com en 500cc. Tot i que mai no aconseguí cap campionat mundial, sí que va a assolir el subcampionat en 500cc la temporada de 1973 i va guanyar 5 Campionats d'Alemanya de motocròs.

## Resum biogràfic
Bauer començà aviat a competir internacionalment. El 1972, quan feia anys que disputava el Mundial, es lesionà el turmell esquerre en una caiguda en una cursa a Normandia. Aquella fou la seva primera lesió, però la superà el mateix hivern a base de gimnàstica i natació intensives.

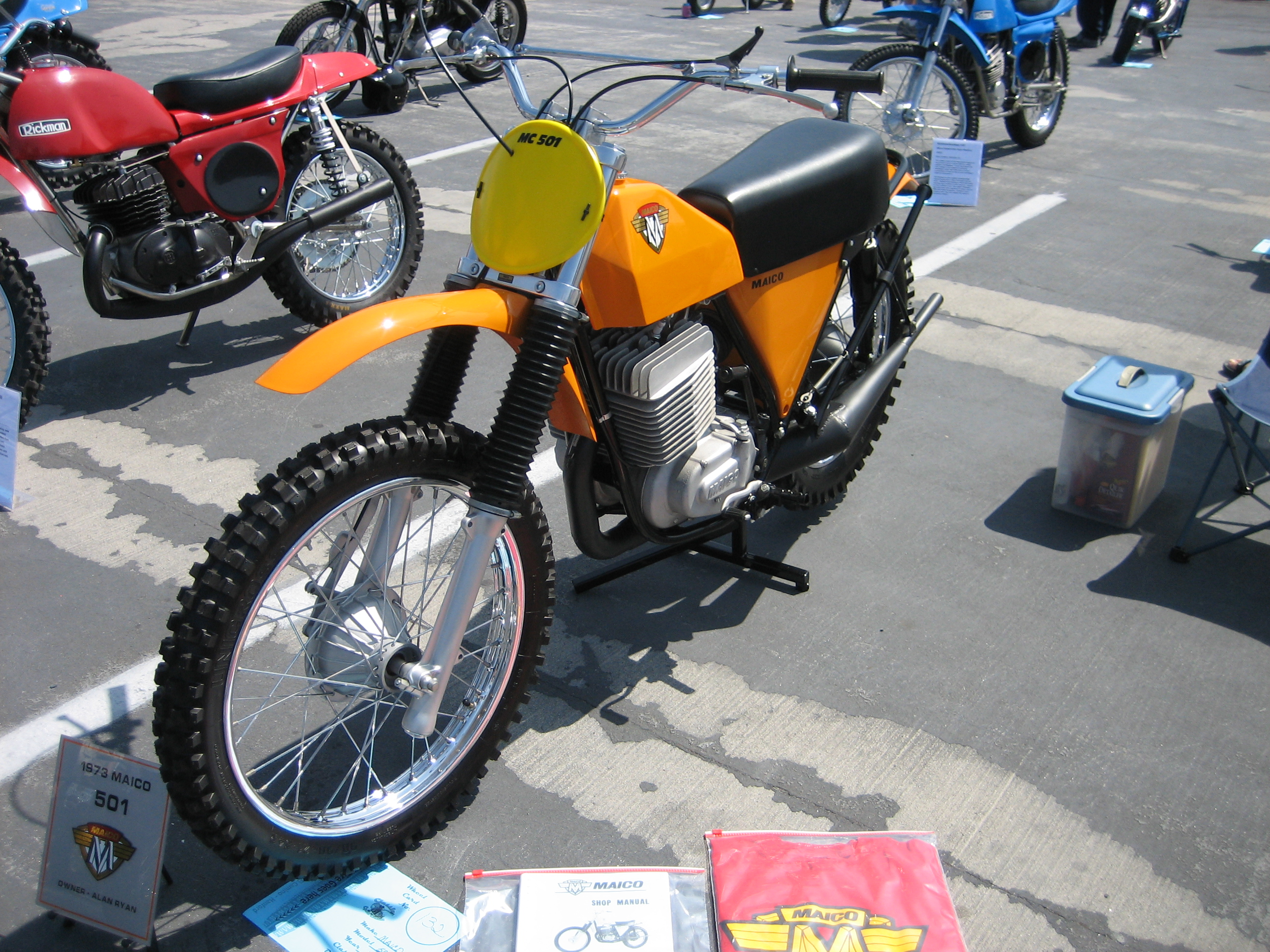
Una Maico 501 de 1973, semblant a la que pilotà Bauer aquell any

El 1973, ja recuperat, pilotant la Maico acabà subcampió del Món de 500 cc darrere Roger De Coster, disputant-li el títol durant tota la temporada. El 1974 intentà un altre cop aconseguí el títol, però aquesta vegada fou el finlandès Heikki Mikkola qui guanyà a De Coster. Decebut, Bauer deixà Maico i fitxà per Suzuki, passant a disputar el Campionat de 250 cc la temporada de 1975.
Aquell any Bauer començà molt bé la temporada, liderant la classificació després del primer GP de la temporada, celebrat al Circuit del Vallès. Malgrat no haver aconseguit cap victòria al llarg de la temporada, l'acabava aspirant al títol però finalment fou Harry Everts qui se l'endugué, amb Håkan Andersson de subcampió i Bauer s'hagué de conformar amb la tercera plaça final.
Malgrat el seu bon resultat Suzuki no li renovà el contracte i Bauer fitxà per KTM per a la temporada de 1976. Aquell any, però, s'ajuntà una lesió de genoll amb vessament sinovial que arrossegava amb la manca d'èxit en la posada a punt de la motocicleta, de tal manera que per a 1977 decidí tornar als 500 cc, aconseguint acabar-hi entre els deu primers classificats.

### L'accident de 1978
El 1978 tornà als 250 cc com a oficial de la marca alemanya Sachs, amb la missió de desenvolupar el seu nou prototipus. Malauradament, aquella temporada que encarava amb tanta il·lusió havia de ser la seva darrera, ja que al Gran Premi de Gran Bretanya (disputat al circuit escocès de Kilmartin), patí una forta caiguda en aterrar durant el perillós salt d'arribada a meta, amb tan mala fortuna que es fracturà la columna vertebral i quedà paralític.
D'ençà d'aleshores, durant anys els seus excompanys de curses li dedicaren anualment una cursa internacional en homenatge. Bauer hi assistia en la seva cadira de rodes i en donava la sortida amb la bandera de quadres.

## Palmarès al Campionat del Món
| Any  | Motocicleta | 500cc | 250cc |
| ---- | ----------- | ----- | ----- |
| 1969 | Maico       | -     | 33è   |
| 1970 | Maico       | -     | 25è   |
| 1971 | Maico       | 8è    | -     |
| 1972 | Maico       | 9è    | -     |
| 1973 | Maico       | 2n    | -     |
| 1974 | Maico       | 6è    | -     |
| 1975 | Suzuki      | -     | 3r    |
| 1976 | KTM         | 10è   | -     |
| 1977 | KTM         | 12è   | -     |
| 1978 | Sachs       | -     | 22è   |

1. ↑  Lesió greu.